# Megacarpaea bifida
Megacarpaea bifida är en korsblommig växtart som beskrevs av George Bentham. Megacarpaea bifida ingår i släktet Megacarpaea och familjen korsblommiga växter. Inga underarter finns listade i Catalogue of Life.